# 아르키좀 아소시아티

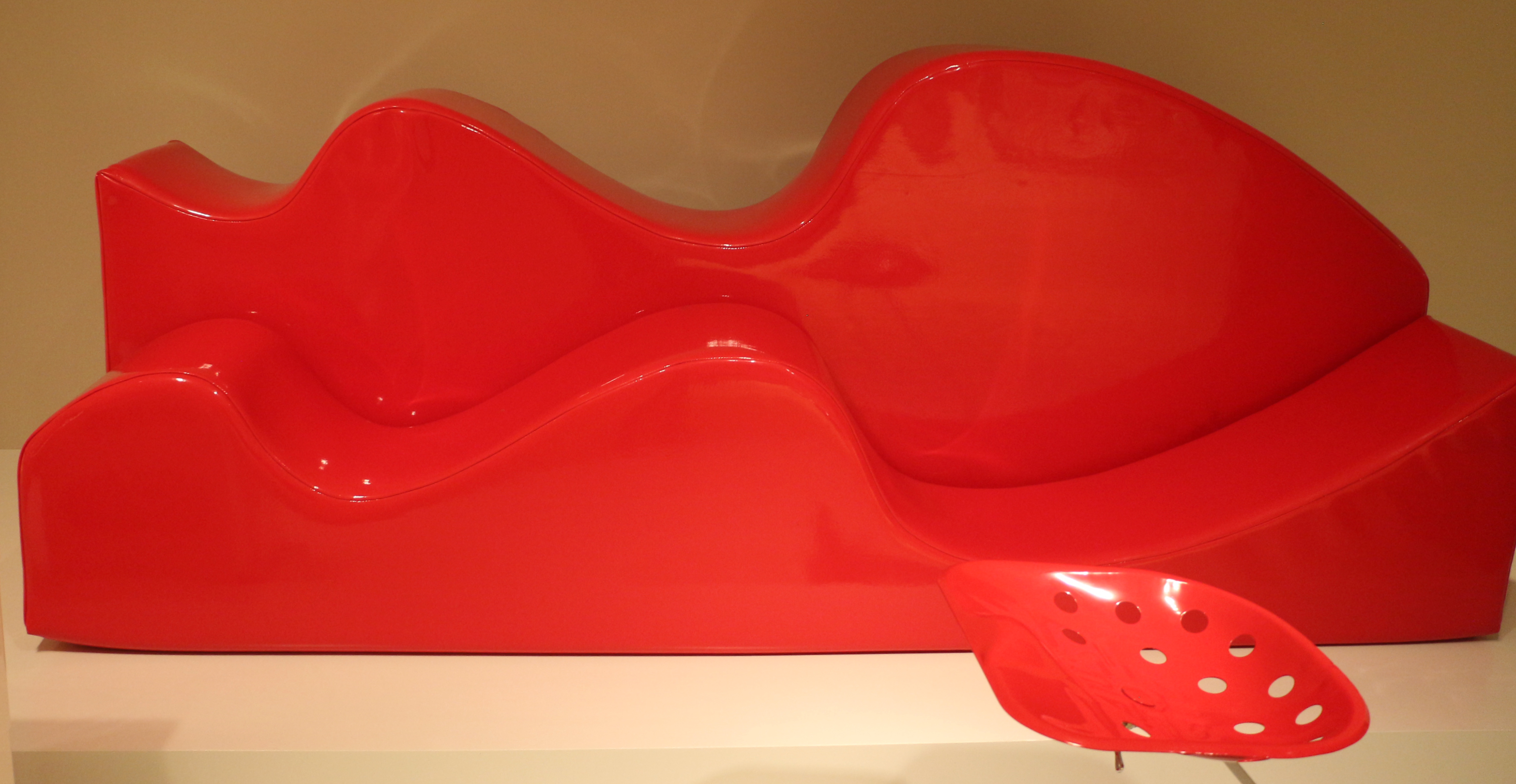
Archizoom for Poltronova, Sofa Superonda, 1967

아르키좀 아소시아티(Archizoom Associati)는 피렌체를 연고로 하는 이탈리아의 아방가르드 디자인 그룹으로, 1966년에 이탈리아의 디자이너 안드레아 브란지(Andrea Branzi)에 의해 창립되었다. 모더니즘과 기능주의를 부정했던 반 디자인(Anti Design)그룹이다.

## 같이 보기
- 수퍼스튜디오
- 그루포트룸